# Das Evangelium des Fliegenden Spaghettimonsters
Das Buch Das Evangelium des Fliegenden Spaghettimonsters ist eine 2006 entstandene Religionsparodie von Bobby Henderson über das Fliegende Spaghettimonster.

## Entstehung
Das Buch wurde ab 2005 in Oregon, dem damaligen Wohnsitz des Autors, geschrieben und am 28. März 2006 in US-amerikanischem Englisch veröffentlicht. Erstmals veröffentlicht wurde es bei Villard Books, einem Imprint der The Random House Publishing Group, die wiederum eine Abteilung von Random House, Inc. ist.
Neben der deutschen liegen folgende Übersetzungen vor: französisch, russisch und dänisch.
Das Buch ist nach Lesart des Deutschlandfunks insbesondere auf eine „studentische Jüngerschaft“ zugeschnitten.

## Sprache und Stil
Zu Sprache und Stil wurde festgestellt, dass der Autor bekannte Wörter verwende und mit übersichtlichem Satzbau, Anschaulichkeit und Genauigkeit formuliere. Das US-amerikanische Englisch sei sehr schlicht gehalten und umgangssprachlich geprägt. Er verwende die „Sprache unserer Zeit“, wodurch sich erkläre, warum sich die „heiligen Schriften des Pastafarianismus“ mitunter „recht unheilig“ lesen würden.
Sprache und Stil wurden auch als pubertär bewertet, weil der Himmel als ein Ort mit Biervulkan und Stripperinnen beschrieben werde. Der Erzählstil sei durch diese Kriterien ebenso charakterisiert, wie durch seinen lebhaften Tempus- bzw. Aspektwechsel, das Changieren „zwischen rotzfrecher Parodie und brillant geheucheltem missionarischem Eifer“.
Der Autor nutzt vorrangig beschreibendes Imperfekt und Plusquamperfekt, historisches Präsens und prophezeiendes Futur. Die Sätze sind in der Regel parataktisch aneinandergereiht und durch die Partikel aber, und miteinander verbunden. Peripetien werden oft durch die Verwendung des erzählenden Präsens und eine Prädikat-Subjekt-Satzstellung markiert, wenn er auf göttliche Offenbarungen oder die Rolle von Piraten eingeht. Typisch für den Stil sind ferner der bestimmte Artikel bei Eigennamen („das FSM“). Im Rückgriff auf die religiöse Literaturgeschichte bedient er sich insbesondere im reichen Fundus der Septuaginta. Hier greift er insbesondere die biblische Entstehungsgeschichte der Welt und theologische Begriffe auf, die er in sein Evangelium einbaut (vgl. Sonne, Mond, Sterne, Eden, Sintflut, Turmbau).
Generell berichtet der Autor aus der Sicht eines auktorialen Erzählers; nur im Vorwort, den abschließenden Worten und der Danksagung wendet sich der Autor in der Ich-Perspektive an seine Leser. Er hat sein Buch in einem episodisch-anekdotischen Stil aufgebaut. Der Autor selber weist zu Beginn darauf hin, dass es „zahlreiche Lücken und Widersprüche“ enthalte, als missionarisches Stilmittel „vielleicht sogar dreiste Lügen und Übertreibungen“.
Das Werk bedürfe laut Welt der Überarbeitung und es brauche „eine Art Konzil von Nicäa“, bei dem wie durch die Kirchenväter des Christentums „Irrlehren und Abstrusitäten“ ausgesondert würden.

## Gliederung und Inhalt
Es gibt verschiedene Möglichkeiten der Gliederung. Hier wird die Gliederung der deutschen Originalausgabe vorgestellt, die eine grobe Dreiteilung des Werkes annimmt:
Teil 1: Begründung der Notwendigkeit alternativer Theorien unter der Überschrift „Hier irrt die Wissenschaft“.
Teil 2: Darstellung der Weltgeschichte und Beantwortung der großen Menschheitsfragen unter der Überschrift „Erklärung des Pastafarianismus“.

Teil 3: Übersicht der Pamphlete und Feiertage unter der Überschrift „Propaganda“.

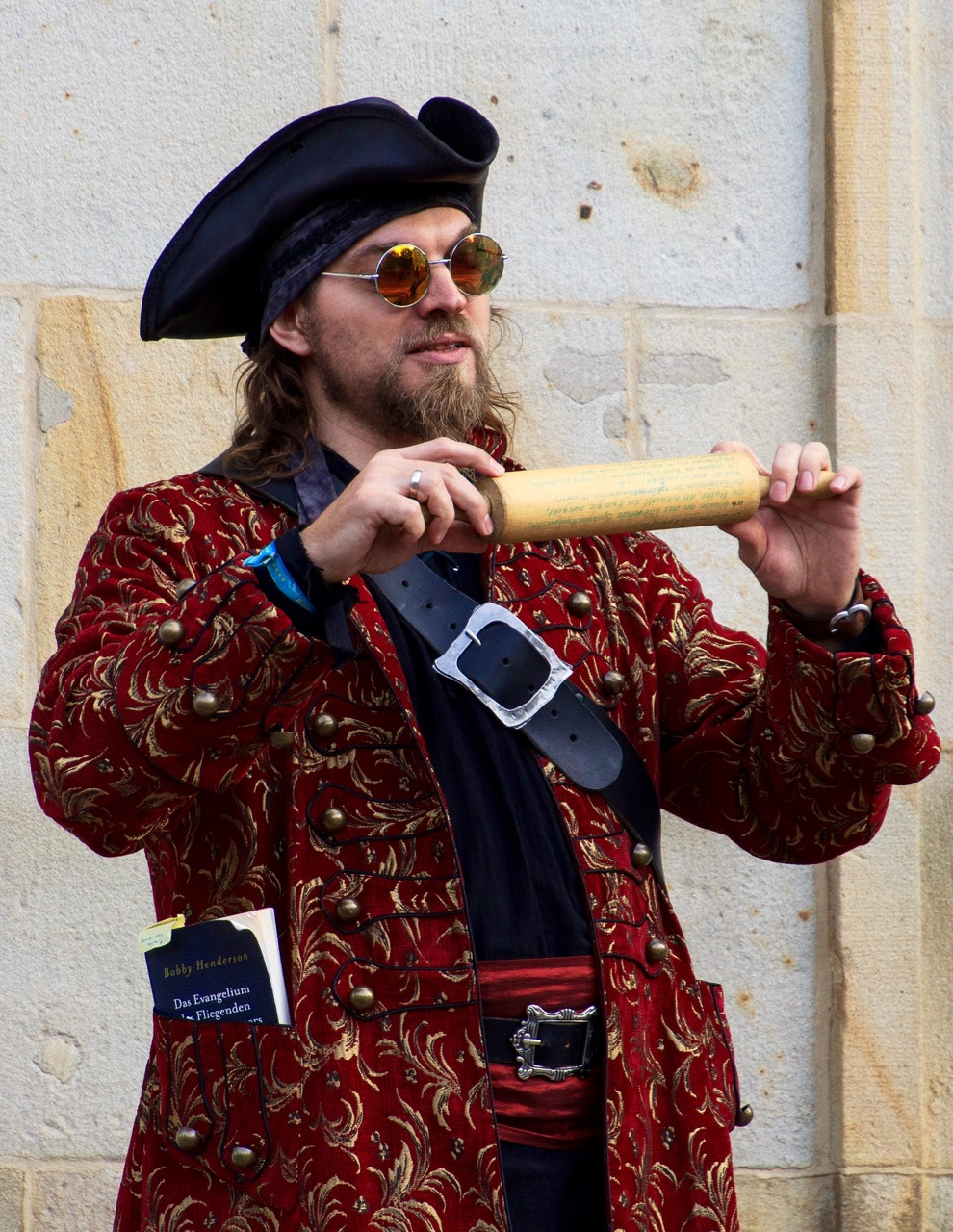
Pastafari mit Nudelrolle

Das Buch beginnt mit dem Satz: 
Am Anfang war das Wort, und das Wort war “Arrrgh!”
Damit wird die Schaffung des Universums durch das FSM erklärt. Später im Werk konkretisiert der Autor die Entstehungsgeschichte mit dem Satz „Es werde Licht“. Worum es inhaltlich in dem Evangelium geht, wird zu Beginn „einfach, klar und deutlich“ durch Bobby wie folgt zusammengefasst:
„Wir möchten Ihnen alles über unseren Himmel erzählen.
Wir möchten sehen, wie Ihnen die Sachen stehen, die Es für uns ausgesucht hat: die Kluft der Piraten.
Wir möchten, dass Sie den Freitag als den von Ihm erwählten Feiertag genießen.
Vorher sollten Sie jedoch etwas mehr über uns erfahren.
Wofür stehen wir? Alles, was gut ist.

Was lehnen wir ab? Alles, was nicht gut ist.“

## Einordnung
Das Pastafaritum habe laut Standard den Status einer etablierten Religion erlangt, da die „heilige Schrift“ unterschiedliche Exegesen zulasse.
Das Buch wird auch als Religionsparodie bezeichnet. Der Autor bezeichnet es hingegen als die „beste Religion“ und die „vermutlich wahrste Theorie, die in der Geschichte der Menschheit aufgestellt wurde.“

## Rezeption
Gemäß der Einquellentheorie ist das Buch die maßgebliche Schrift des Pastafarianismus, welcher wiederum auf ihm gründet.
Der Religionskritiker Richard Dawkins wurde durch das Erscheinen in „Entzücken“ versetzt.
In Deutschland verband sich unter dem Einfluss der Kirche des Fliegenden Spaghettimonsters Deutschland e. V. der Überbau des Evangeliums mit dem „erdverbundenen“ Manifest des evolutionären Humanismus, wie Deutschlandfunk Kultur 2016 berichtete.

## Ausgaben
- Bobby Henderson: Das Evangelium des Fliegenden Spaghettimonsters. (Originaltitel: The Gospel of The Flying Spaghetti Monster übersetzt von Jörn Ingwersen). Goldmann Manhattan, München 2007, ISBN 978-3-442-54628-2 (Taschenbuchausgabe: Goldmann Taschenbuch 5462, München 2008, ISBN 978-3-442-54262-8).